# Wołowe Berdo
Wołowe Berdo (także: Wołkowe Berdo, ukr. Волове Бердо) – szczyt górski o wysokości 1121 m n.p.m. w granicznym pasmie Bieszczadów Zachodnich, na granicy Polski z Ukrainą.

## Charakterystyka
Szczyt leży na granicy polsko-ukraińskiej, pomiędzy Połoninką (1104 m n.p.m.) na zachodzie i Menczyłem (1008 m n.p.m.) na wschodzie. Od Menczyła oddziela go Przełęcz Beskid pod Menczyłem (785 m n.p.m.). Od południa sąsiaduje ze szczytem Czeremcha (ukr. Черемха, 1130 m n.p.m.), którego stanowi ramię. Z jego północnych stoków wypływa potok Szczawinka, lewy dopływ Wołosatego.

## Przyroda
W 2016 w rejonie szczytu potwierdzono stanowisko kukułki krwistej.

## Turystyka
Po stronie ukraińskiej, stokami Czeremhy, przebiega czerwony szlak turystyczny z Wielkiego Bereznego do Wołowca, jednak na sam szczyt nie prowadzą żadne znakowane szlaki, tak ze strony polskiej, jak i ukraińskiej. Ze szczytu widoczna jest panorama Bieszczadów i Tatr. Widoczne są m.in. takie szczyty jak: Kruhly Wierch (1296 m n.p.m., 12 km), Roh (1255 m n.p.m., 18 km), Gerlach (2654 m n.p.m., 186 km), Wielka Sywula (1836 m n.p.m., 119 km) i Hostra Hora (1405 m n.p.m., 27 km).